# はみらじ!!
はみだせ!メガミマガジンRadio!!は、2008年8月1日から2012年4月1日まで放送されていたラジオ番組。学習研究社（現在は学研パブリッシング）の雑誌『メガミマガジン』のラジオ版として開始された。2012年4月8日からはみらじ!!の番組名でリニューアルし、2015年10月4日まで放送されていた。

## 概要
『メガミマガジン』が2008年9月号で創刊100号を達成したのを記念しインターネットラジオはみだせ!メガミマガジンRadio!!として配信を開始。当初の同年7月開始予定が、諸般の事情で1月遅れの8月よりとなった。初代のパーソナリティは喜多村英梨、井口裕香。当時の配信日は毎月15日、30日頃。
2009年10月よりラジオ関西と文化放送のデジタルラジオ超!A&G+にてレギュラー放送開始。これに伴い、インターネットラジオの配信日も翌週水曜更新に変更となった。
2012年4月7日より「はみらじ!!」にリニューアルされた。これに伴いパーソナリティーも、大坪由佳、荒川美穂、山本希望に変更される。また、ラジオ関西が放送局から外れ、動画配信されることも発表された。
2014年4月12日より放送日が毎週土曜日の18:00 - 18:30に、配信形式が音声のみの配信に変更された。2015年1月11日より放送日が毎週日曜日の21:00 - 21:30に変更された。
番組のキャッチフレーズは『明るく 楽しく 元気よく』

## 放送時間
はみだせ!メガミマガジンRadio!!
- ラジオ関西 土曜26:00
  - 2009年10月10日 - 2012年3月31日

はみらじ!!
- 超!A&G+ 日曜21:00 - 21:30
  - 2015年1月11日 - 10月4日
- 超!A&G+ 土曜18:00 - 18:30
  - 2014年4月12日 - 2015年1月3日
- 超!A&G+ 日曜22:00 - 22:30
  - 2009年10月11日 - 2014年4月6日

## パーソナリティ
はみだせ!メガミマガジンRadio!!
- 2008年8月（インターネット配信開始）から2012年3月31日（超!A&G+は4月1日）まで務める。
  - 喜多村英梨（編集長）
  - 井口裕香（編集部員）

はみらじ!!
- 2012年4月8日 - 2015年10月4日
  - 大坪由佳（新米編集部員、愛称：ゆかてぃー）
  - 荒川美穂（同上、愛称：みほてぃー）
  - 山本希望（同上、愛称：のぞてぃー）

パーソナリティ3人によるユニット名は、各愛称の頭文字を取って『ゆのみ』と呼ばれている。

## コーナー

### はみだせ!メガミマガジンRadio!!
番組内ではコーナーのことを「ページ」、リスナーのことを「読者」と呼ぶ。
こちら!メガミマガジンはみらじ編集部!
リスナーから寄せられたふつおたの紹介もある。
教えて!メガミマガジンクォリティ
メガミマガジン編集部の方に、メガミマガジンのおすすめポイントを紹介してもらう
微笑め!勝利のメガミ様
パーソナリティ2人が色々な勝負で対決するコーナー。負けた方には罰ゲームがある。
生み出せ!僕らのメガミ様
オリジナルキャラクターをリスナーと一緒に作るコーナー。最強の萌えキャラを作ってメガミマガジンのピンナップを飾ることを目標としている。

### はみらじ!!
オープニング
パーソナリティによる小芝居コーナー。
はみらじ!!編集部!!　
ふつおたコーナー。
みんなで作る!メガミマガジン次回予告!!
「有名な物語」をテーマにして、メガミマガジンらしい企画をリスナーから募集し、発表するコーナー。
メガミの祝福・はみらじ占い!!
リスナーからの迷い相談に対し、パーソナリティ3人が占い師になりきって占っていくコーナー。
モノの気持ちをハミリンガル
あらゆるモノ（物体）の気持ちを、メガミマガジンらしく通訳していくコーナー。
メガミマガジン最新情報
キャスターに扮した荒川美穂が、メガミマガジンの最新情報を伝えるコーナー。

## ゲスト
- 第76回（2013年9月15日） - 巽悠衣子、金元寿子（臨時編集部員）
- 第166回（2015年6月7日） - 大久保瑠美

## 関連商品

### はみだせ!メガミマガジンRadio!!
東京国際アニメフェア2010公式テーマソング「Happy place」（2010年3月19日、マリン・エンタテインメント）
表題曲の他『はみだせ!メガミマガジンRadio!!』から生まれたラジオドラマ『魔法使いは☆ゆゆしき☆乙女』序章（出演：喜多村英梨、井口裕香）とそのテーマソング「忘れない…」、東京国際アニメフェア 超!ステーション（2010年度、2011年度）テーマソングの「In Festive Mood」（演奏：はなしまなおみwithアンサンブルフレーズ）を収録。
はみだせ!メガミマガジンRadio!! Presents『萌えるショートドラマ』（2009年9月2日、マリン・エンタテインメント / MESC-0021）
出演：喜多村英梨、井口裕香
DJCD はみだせ!メガミマガジンRadio!! Vol.1（2010年9月29日）
収録内容
- - 【DISC1】過去の名場面、新規収録オリジナルドラマ
  - 【DISC2】第0回放送、第1回放送収録

DJCD はみだせ!メガミマガジンRadio!! Vol.2（2011年7月27日、マリン・エンタテインメント / MESC-0053）
DJCD はみだせ!メガミマガジンRadio!! Vol.3（2012年1月25日、マリン・エンタテインメント / MESC-0059）
ジャケットには、喜多村と井口の写真。

### はみらじ!!
「元気曜日」
作詞 - 仲智唯 / 作曲・編曲 - 野中"まさ"雄一 / 歌 - ゆのみ with 東アニ萌7
パーソナリティ3人によるユニット「ゆのみ」のデビューCD。2012年6月2日、6月3日に開催された「萌えカル文化祭2012」で限定販売された。
当番組と、イベント「萌えカル文化祭2012」のテーマソングとして使用された。
「ふわり☆ぶらんにゅーでい」
作詞 - Uyu(ACRYLICSTAB) / 作曲・編曲 - R・O・N / 歌 - ゆのみ
ゆのみの2ndCD。2013年9月25日発売。当番組のテーマソングとして使用された。
「Melty Heart Magic」
作詞 - こだまさおり / 作曲・編曲 - R・O・N / 歌 - ゆのみ
ゆのみの3rdCD。2014年10月29日発売。当番組のエンディングソングとして使用された。

#### DVD
はみらじ!! DVD vol.1
- 2012年9月9日発売

はみらじ!! DVD vol.2
- 2013年4月28日発売

はみらじ!! DVD vol.3
- 2014年1月29日発売

はみらじ!! DVD vol.4
- 2015年9月18日発売

## イベント
『はみらじ!!DVD vol.1』発売記念スペシャルライブ&トークイベント
- 2012年10月14日 - 東京アニメ・声優専門学校 北葛西校舎

はみらじ!!トーク&ライブイベント『はみんぐ♪』
- 2013年4月14日 - 池袋Black Hole

でかした!はみらじRanQueen!!〜ドキ☆女だらけのはみぽよイベント!私達コラボっちゃいます☆〜
- 2013年11月3日 - 日本消防会館（ニッショーホール）
- 『ゆいこ・ひさこのでかした!RanQueen!』と当番組による合同イベント[3]